# Maria Reymer

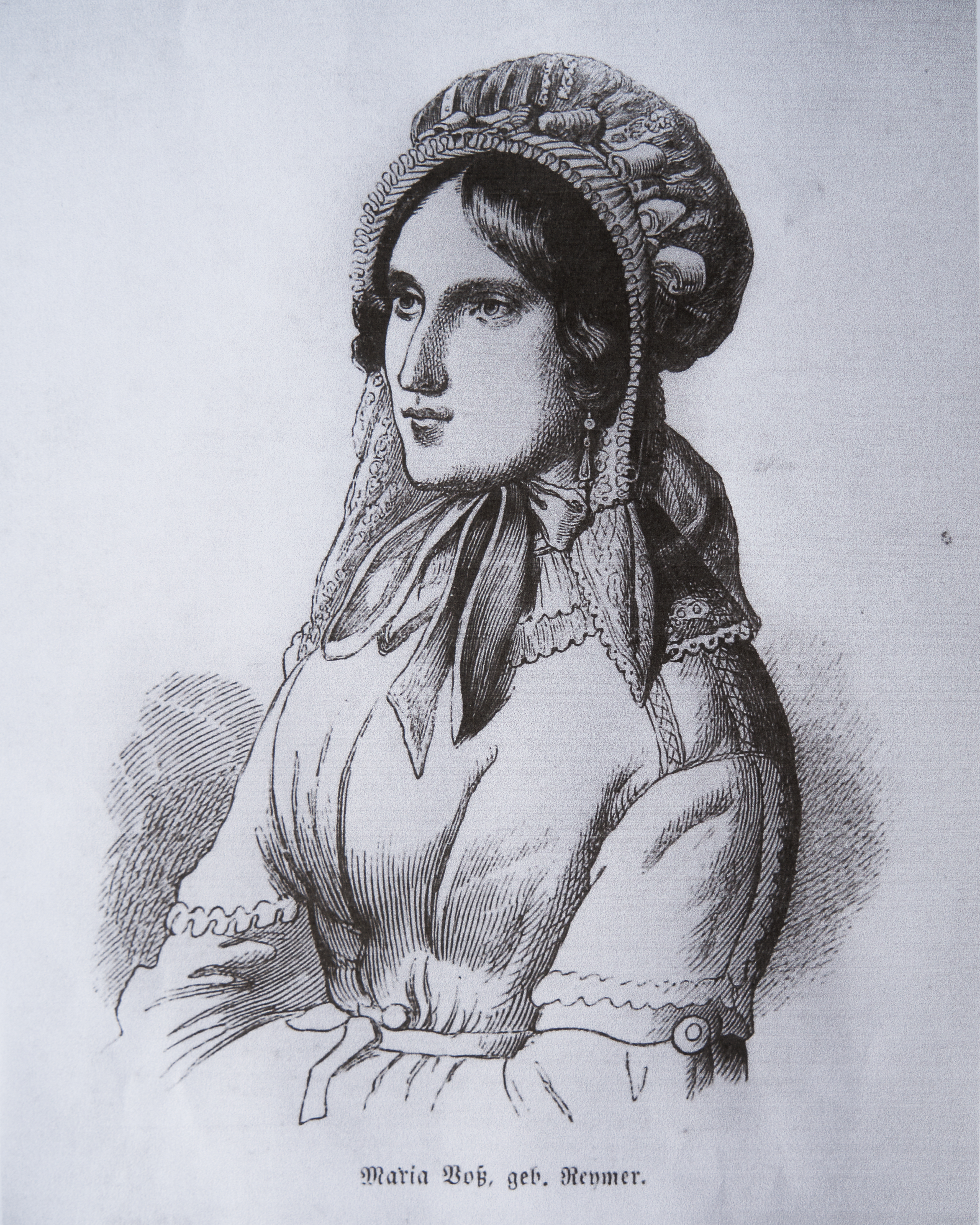
Maria Reymer, Zeichnung, ca. 1835

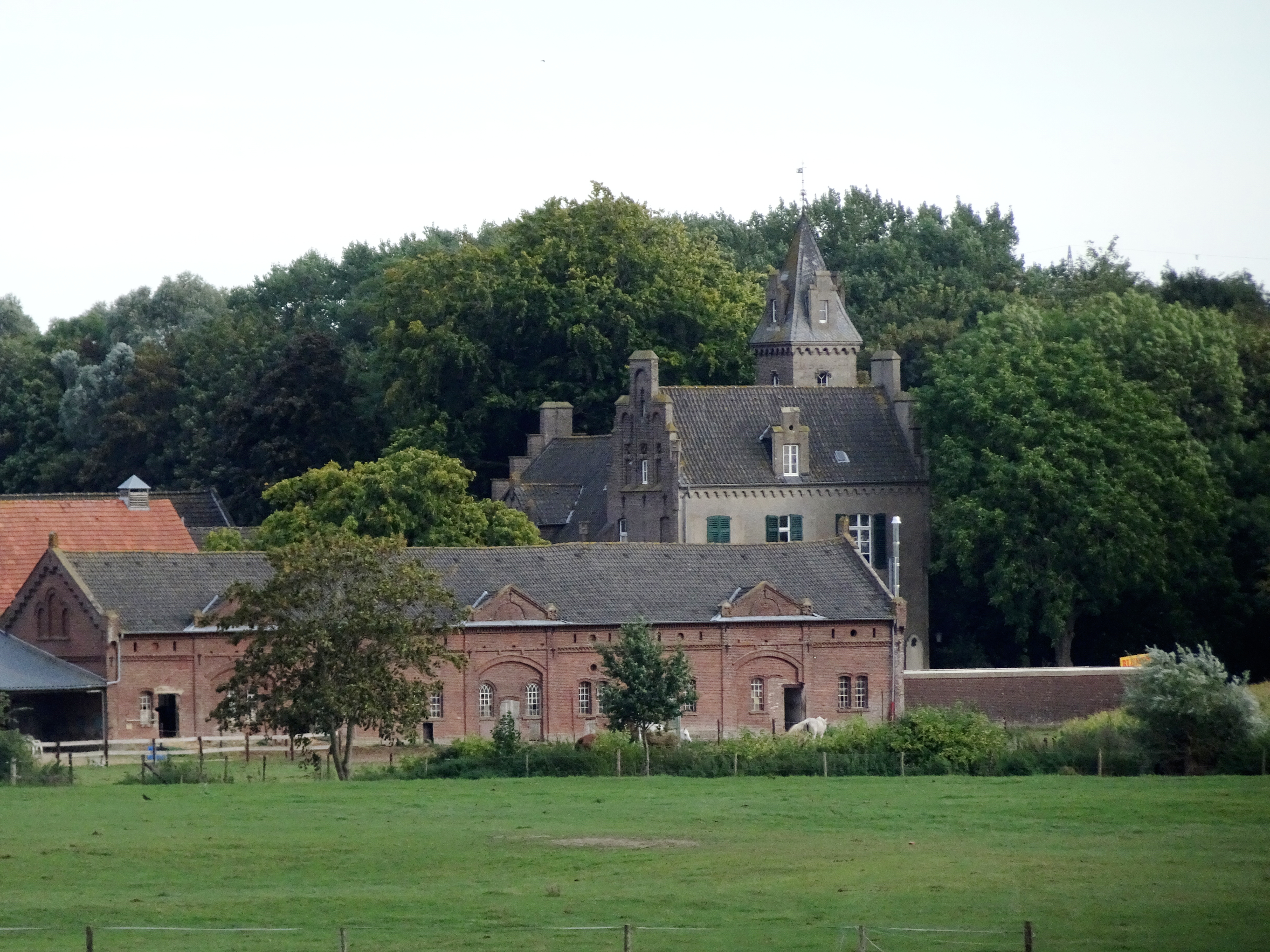
Gut Hogefeld, der frühere Wohnsitz von Maria Reymer

Maria Reymer, verheiratete Awater (später Voss), (geb. 17. März 1803; gest. 13. Februar 1852) war eine deutsche Käserin, die die Käseherstellung nach holländischer Art am Niederrhein einführte.

## Leben und Wirken
Maria Reymer wuchs als drittälteste Tochter einer angesehenen Familie auf Gut Hogefeld in Rindern am unteren Niederrhein auf. Ihre Eltern waren Theodor Everhard Reymer, Ökonom und Deichgraf sowie Beigeordneter des Amtes Keeken-Niel, und Henrica van Dillen.
Im Alter von 21 Jahren reiste sie 1824 in die Niederlande, um die Käseherstellung zu erlernen. 1825 führte Maria Reymer am Niederrhein die Produktion von Gouda nach holländischer Art ein, was zu einem landwirtschaftlichen Aufschwung und der Käseproduktion in Kleve, Wissel, Rees, Emmerich und Kalkar führte. Nach dem Dreißigjährigen Krieg war das Wissen über die Käseherstellung aus Kuhmilch dort verloren gegangen. Laut dem Handbuch für Milchwirtschaft aus dem Jahr 1931 breitete sich von dort die Herstellung des Goudakäses in ganz Deutschland aus.
Am 1. Januar 1827 heiratete Maria Reymer den Landwirt Theodor Heinricus Awater aus Warbeyen. Ihr zweiter Ehemann war Peter Voss. Während Marias Geschwister unverheiratet blieben und sich der Käseherstellung widmeten, führte Marias Tochter Mechtilde aus ihrer ersten Ehe diese Tradition weiter. Geboren am 30. Oktober 1829, heiratete Mechtilde 1857 Friedrich Remy vom Weyerhof in Menzelen.

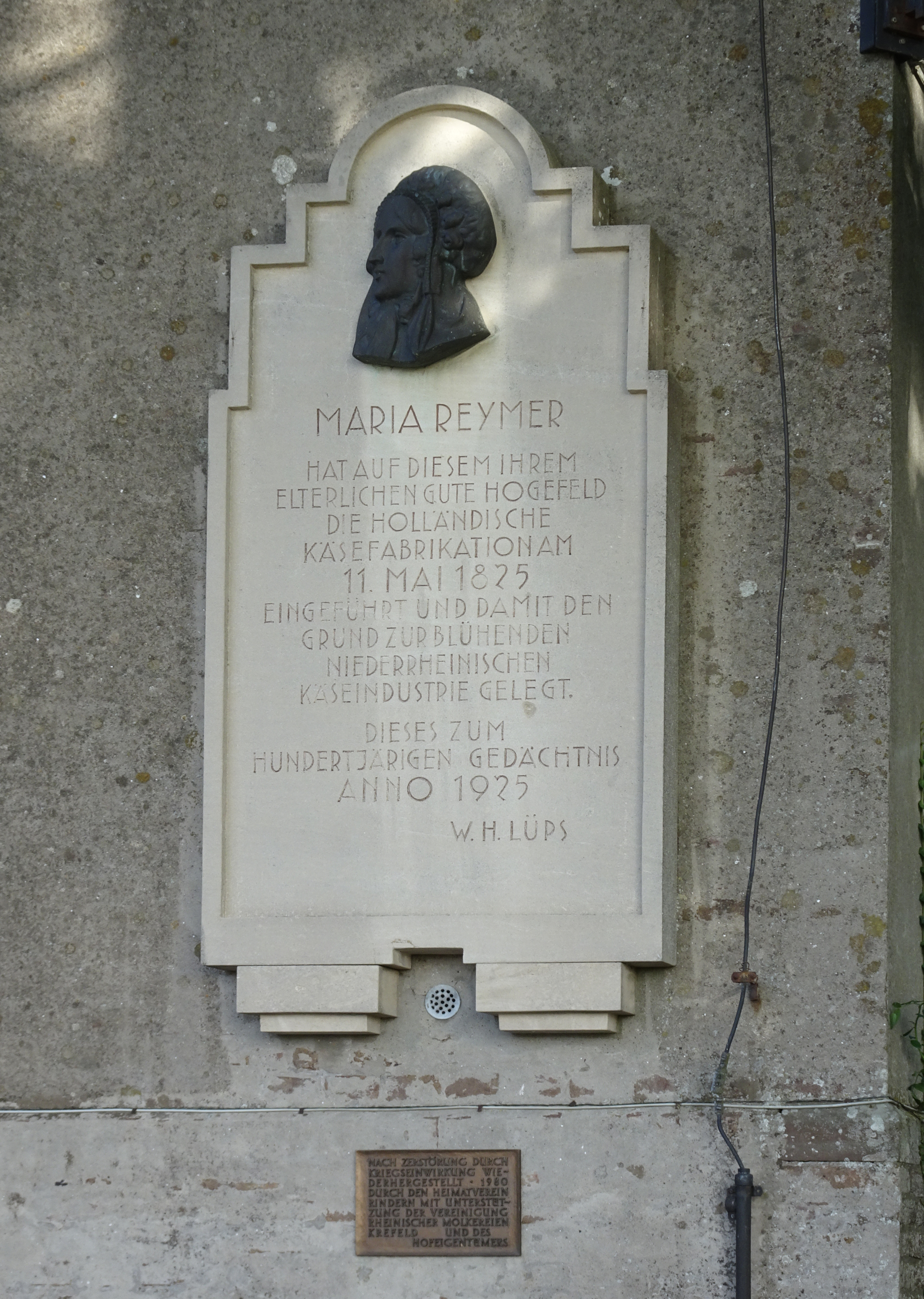
Gedenkplatte für Maria Reymer auf Gut Hogefeld

Maria Reymer verstarb früh im Alter von 49 Jahren auf dem Eikenstallhof in Warbeyen. 1925, hundert Jahre nach der Gründung der Hofkäserei, wurde eine Gedenkplatte mit ihrem Halbrelief aus Bronze auf Gut Hogefeld eingeweiht. Es gilt als das erste Käsedenkmal Deutschlands. Darauf wird Maria Reymer dafür gewürdigt „die holländische Käsefabrikation am 11. Mai 1825 eingeführt und damit den Grund zur blühenden niederrheinischen Käseindustrie gelegt“ zu haben.

## Museum
Die Räumlichkeiten auf Gut Hogefeld, in denen Reymer die Käseproduktion begründete, sind bis heute erhalten. Seit 2020 sind die historischen Kellerräume mit teils originalen Produktionsmitteln als Museum zugänglich. Das Museum gehört zum Arenacum-Verein für Kultur und Geschichte in Rindern e.V., der das Museum Forum Arenacum betreibt. Zum 200. Jubiläum veröffentlichte Frank Mehring im Auftrag des Museums 2025 das Kinderbuch Die Käse-Spionin: Maria Reymer und das Geheimnis des Gelben Buches, illustriert mit Silhouetten und Aquarellen von Joke Ruijs. Die Geschichte entführt junge Leser in die Welt der Käseherstellung am Niederrhein und verbindet Abenteuer mit historischem Wissen. Ein ergänzender Anhang und ein Glossar vertiefen die historischen Hintergründe.